# Gunung Katun Tanjungan
Gunung Katun Tanjungan is een bestuurslaag in het regentschap Tulang Bawang Barat van de provincie Lampung, Indonesië. Gunung Katun Tanjungan telt 1334 inwoners (volkstelling 2010).